# 4e cérémonie des International Indian Film Academy Awards
La 4e cérémonie des International Indian Film Academy Awards s'est déroulée en 2003, et a récompensé les performances des artistes du cinéma indien.

## Palmarès
| Catégorie                               | Lauréat                                                                           |
| --------------------------------------- | --------------------------------------------------------------------------------- |
| Meilleur film                           | Devdas de Sanjay Leela Bhansali                                                   |
| Meilleur réalisateur                    | Sanjay Leela Bhansali (Devdas)                                                    |
| Meilleur acteur                         | Shahrukh Khan (Devdas)                                                            |
| Meilleure actrice                       | Aishwarya Rai (Devdas)                                                            |
| Meilleur acteur dans un second rôle     | Mohanlal (Company)                                                                |
| Meilleure actrice dans un second rôle   | Kiron Kher (Devdas)                                                               |
| Meilleur acteur dans un rôle de méchant | Akshaye Khanna (Humraaz)                                                          |
| Meilleur acteur dans un rôle comique    | Mahesh Manjrekar (Kaante)                                                         |
| Meilleur compositeur                    | A.R. Rahman (Saathiya)                                                            |
| Meilleur parolier                       | Nusrat Badr pour la chanson « Dola re Dola » (Devdas)                             |
| Meilleur chanteur de playback           | Sonu Nigam pour la chanson « Saathiya » (Saathiya)                                |
| Meilleure chanteuse de play-back        | Shreya Ghoshal et Kavita Krishnamoorthy pour la chanson « Dola re Dola » (Devdas) |